# Coventina

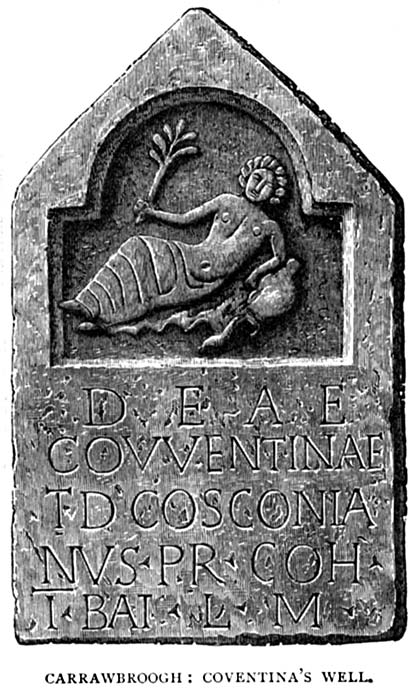
Baixo-relevo inscrito de Coventina

Coventina era uma deusa romano-britânica dos poços e fontes. É conhecida por múltiplas inscrições num local em Northumberland, Inglaterra, uma área ao redor duma fonte perto de Carrawburgh, na Muralha de Adriano . É possível que outras inscrições, duas da Hispânia e uma de Narbonense, se refiram à Coventina, mas isso é contestado.

## O poço

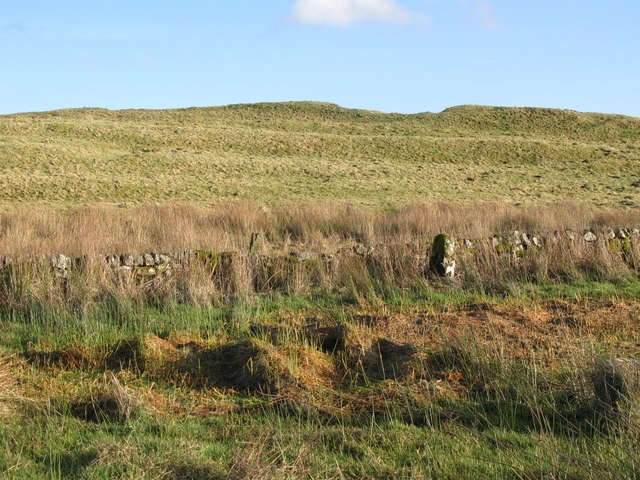
Pedra ereta marcando o local do Poço de Coventina

As dedicatórias à Coventina e os depósitos votivos foram encontrados numa zona murada que foi construída para conter o escoamento de uma nascente hoje denominada "Poço da Coventina". O poço e a área murada que o rodeia estão perto do forte romano e do assentamento na Muralha de Adriano, agora conhecido como Carrawburgh, que foi chamado de "Brocoliti" na Cosmografia de Ravenna ), do século sétimo, mas baseado em fontes anteriores, e "Procolitia" no documento Notitia Dignitatum do século quinto. Encontraram-se também perto do local restos de um Mithraeum e Nymphaeum romanos.
O poço era uma nascente numa bacia retangular de 2,6 m x 2,4 m no centro de um recinto murado de 11,6m x 12,2m dentro duma parede de 0,9m de espessura. O conteúdo do poço incluía 13.487 moedas de Marco Antônio a Graciano, um relevo de três ninfas das águas ou náiades, a cabeça duma estátua masculina, duas lajes com dedicatórias à deusa Coventina, dez altares a Coventina e Minerva, dois queimadores de incenso de argila, e uma ampla gama de objetos votivos.
O local próximo ao Poço de Coventina foi escavado pelo arqueólogo britânico John Clayton em 1876. A data da muralha do Poço de Coventina é incerta, mas alguns teorizam que foi construída algum tempo após a conclusão da fortaleza romana (datada entre os anos 128 e 133). Como a Muralha de Adriano não se desvia para evitar o poço, isso pode sugerir que a parede limitatória ao redor do poço foi construída algum tempo depois para controlar o fluxo de água em uma área pantanosa.
Evidências de depósitos de moedas e pedras que os cobriam e que também bloqueavam o poço sugerem um fim bastante abrupto por volta de 388, talvez devido a eventos ligados a éditos antipagãos de Teodósio I.

## Estátuas

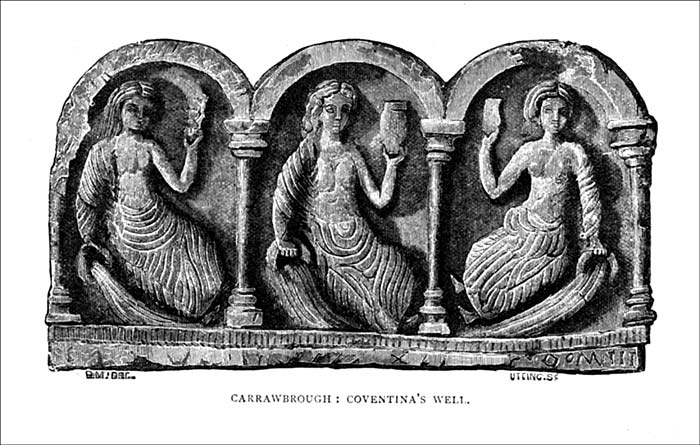
Baixo-relevo da tríplice Coventina

A escavação do local revelou vários altares inscritos, alguns com representações de Coventina na típica forma de ninfa romana - reclinada, parcialmente vestida e associada à água. Em um deles, retrata-se Coventina em forma tripla ou com duas atendentes.

## Inscrições
Ao menos dez inscrições em Coventina foram registradas em Carrawburgh. Vários altares de pedra continham dedicatórias a Coventina, assim como dois queimadores de incenso de cerâmica.
Um exemplo de inscrição do sítio diz:
Deae Cov{v}entinae /
TD Cosconia /
nvs Pr Coh /
Eu bati LM
“À Deusa Coventina, Titus D[obscuro] Cosconianus, Prefectus da Primeira Coorte de Batavos, livre e merecidamente (dedicou esta pedra).”
Colocaram-se ali três altares dedicados a Mitras colocados pelos prefeitos da guarnição militar.[carece de fontes?]